# 末廣町站 (富山縣)
末廣町站（日语：／ Suehirocho teiryūjō */?）是一位於富山縣高岡市末廣町、萬葉線的電車站。
車站名稱中的「町」，其平假名寫法是採用了，但是實際上，該地的讀法應是。

## 電車站構造
車站建於縣道23號末廣通上，途經高岡市的商店街，2個乘車月台置於車路的中央位置，並有各自的月台前往高岡站或越潟站方向。
月台採用無障礙斜道設計，並由設於末廣町十字路口的橫過設施所連接，月台中央設有上蓋。列車採用上側上落方式。
| 月台 | 路線    | 方向 | 目的地   |
| ---- | ------- | ---- | -------- |
| 東側 | ■萬葉線 | 上行 | 高岡方向 |
| 西側 | ■萬葉線 | 下行 | 越潟方向 |

## 歷史
末廣町停留場是在萬葉線成立後首座新站。現時也是萬葉線最新車站。
- 2008年3月15日：電車站啟用。
- 2020年5月1日：因應出售副站名命權，本站副站名被在地設計公司Santen Corporation奪得，加入「Santen Corporation末廣町」的副站名[2][3]。
- 2023年5月1日：副站名時限結束，回復為「末廣町」[4]。
- 2024年9月28日：可使用ICOCA及全國通用IC卡付款[5]。

## 使用人數
本站的使用人數如下：
| 1日上落車人次 | 1日上落車人次 |
| 年度          | 1日平均人次   |
| ------------- | ------------- |
| 2011          | 170           |
| 2012          | 175           |
| 2013          | 177           |
| 2014          | 179           |
| 2015          | 172           |
| 2016          | 169           |
| 2017          | 163           |
| 2018          | 209           |
| 2019          | 60            |
| 2020          | 49            |
| 2021          | 54            |
| 2022          | 141           |

## 相鄰電車站
萬葉線
■萬葉線（高岡軌道線）
高岡站－末廣町－片原町

## 外部連結
- 萬葉線末廣町站資訊：下行 （页面存档备份，存于）及上行 （页面存档备份，存于）